# Maurice Baudoux
Pour les articles homonymes, voir Baudoux.
Maurice Baudoux né le 10 juillet 1902 à La Louvière en Belgique et mort le 1er juillet 1988 à Saint-Boniface au Manitoba, est un homme d'Église canadien qui exerça sa mission dans les provinces du Manitoba et de la Saskatchewan. Il était un membre actif de la communauté franco-manitobaine.

## Biographie
Maurice Baudoux naquit à La Louvière en Belgique. Émigré au Canada à l'âge de neuf ans, il étudia à l'université de Saint-Boniface. Il suivit le séminaire d'Edmonton puis étudia à l'université Laval de Québec où il obtint son diplôme de théologie.
Maurice Baudoux fut ordonné prêtre en 1929 dans la ville francophone de Prud'homme dans la Saskatchewan. En 1948, il fut nommé premier évêque du diocèse de Saint-Paul dans la province d'Alberta. Le 4 mars 1952, il devint archevêque titulaire de Preslavus (de) et coadjuteur de Saint-Boniface (Manitoba) avec future succession. Le 14 septembre 1955, il devint archevêque en titre de Saint-Boniface dans le Manitoba, fonction qu'il assuma jusqu'à sa retraite le 7 septembre 1974. Il assista aux quatre sessions du IIe concile œcuménique du Vatican entre 1962 et 1965.
En 1979, Maurice Baudoux devenait membre manitobain de l'Ordre du Canada, en reconnaissance de son travail auprès des communautés francophones de l'Ouest canadien, notamment à travers sa collaboration dans les commissions scolaires francophones et ses interventions sur les ondes radiophoniques francophones de Radio Canada. En 1980, il était nommé Docteur honoraire de l'Université de la Saskatchewan. En 1984, il était récipiendaire de l'Ordre des francophones d'Amérique.